# Amet Gjanaj
Amet Gjanaj, né le 7 juin 1968 à Bruxelles est un homme politique belge bruxellois, membre du Parti socialiste (PS). Il est issu de la diaspora albanaise de la ville de Kukës, proche du Kosovo.
Il est licencié en sciences économiques (ULB, 1993). Il est président de l'association culturelle AlbaBel et de l' Albanian Businessmen's Association au Benelux.
Fin 2023, Amet Gjanaj remplace temporairement la bourgmestre de Molenbeek Catherine Moureaux en convalescence et sous certificat médical.
Il la remplace de nouveau en février, en mars 2025 et jusqu'en juin 2025.

## Fonctions politiques
- 2006-     : Conseiller communal à Molenbeek-Saint-Jean
- Membre du Parlement de la Région de Bruxelles-Capitale depuis le 25 mai 2014